# Journée internationale pour l'élimination de la violence à l'égard des femmes
La journée internationale pour l'élimination de la violence à l'égard des femmes est une journée internationale célébrée le 25 novembre et soutenue par l'Organisation des Nations unies. 
La date du 25 novembre est récente. Cette célébration d'après l'OMS a pour origine un événement déclenchant, l'assassinat le 25 novembre 1960 des sœurs Mirabal en République dominicaine.

## Historique

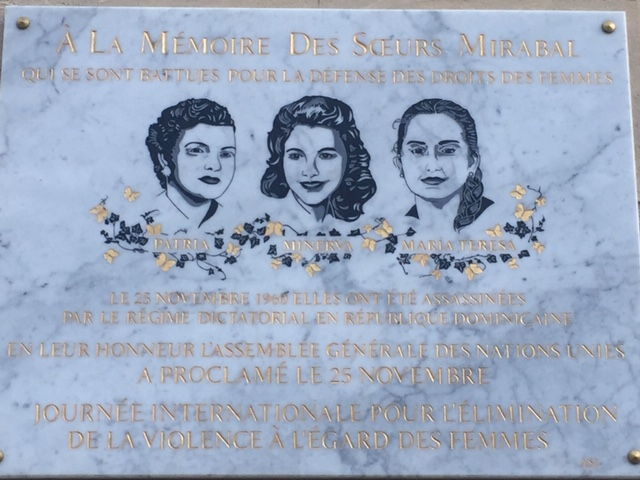
Plaque commémorative
(rue de Prony, Paris)

L'assassinat le 25 novembre 1960 des trois sœurs Mirabal, militantes politiques dominicaines, commandité par le dictateur Rafael Trujillo,, fut la principale raison qui a conduit la République dominicaine à proposer cette journée de lutte contre la violence faite aux femmes.
En 1993, l'Assemblée générale des Nations unies a adopté la Déclaration sur l'élimination de la violence à l'égard des femmes, qui a défini le terme « violence à l'égard des femmes » : « tous actes de violence dirigés contre le sexe féminin, et causant ou pouvant causer aux femmes un préjudice ou des souffrances physiques, sexuelles ou psychologiques, y compris la menace de tels actes, la contrainte ou la privation arbitraire de liberté, que ce soit dans la vie publique ou dans la vie privée »,.
Le 17 décembre 1999, l'Assemblée générale de l'Organisation des Nations unies a proclamé le 25 novembre Journée internationale pour l'élimination de la violence contre les femmes. L'ONU a invité les gouvernements, les organisations internationales et les ONG à organiser des activités pour sensibiliser le public au problème de cette journée comme une célébration internationale.
Le Fonds de développement des Nations unies pour la femme (UNIFEM) a également fait observer régulièrement le jour.[pas clair]
En octobre 2006 a été présenté une étude sur toutes les formes de violence contre les femmes, comprenant des recommandations concrètes à l’intention des États, concernant notamment des recours efficaces et des mesures de prévention et de réadaptation.

### Internationalisation et officialisation
L'objectif pour de nombreux députés européens, notamment Mariya Nedelcheva, rapporteure sur l'égalité hommes-femmes en Europe, est de mettre en place une Année européenne sur les violences faites aux femmes, dans les quatre ans à venir.